# Raffaellino del Garbo
Raffaellino del Garbo (1466 ou talvez 1476 - 1524) foi um pintor florentino do começo do Renascimento.  
Seu nome verdadeiro era Raffaello Capponi. Del Garbo era seu apelido, cuja origem foi o desenho (garbo) suave de suas primeiras obras. Foi também chamado de Raffaello de Florentia, Raffaello de Carolis ou Karli. Foi aluno de Filippino Lippi, com quem permaneceu até 1490, ou mais tarde. Ele acompanhou Filippino até Roma, onde pintou o teto da capela de São Tomás de Aquino na Igreja de Santa Maria sopra Minerva. Morreu em Florença na pobreza em 1524. O jovem Bronzino foi seu aluno. 